# محمد بن زعل
محمد زعل رجل أعمال من الإمارات العربية المتحدة قام بإنشاء مشاريع عقارية وفلل فاخرة في دبي للبيع. وهو الرئيس التنفيذي السابق لمجتمع الفلل الخضراء المسمى البراري. محمد هو المؤسس والرئيس التنفيذي الحالي لشركة KOA العقارية التي تم إطلاقها في سبتمبر 2016.
تم إدراج محمد زعل من قبل أريبيان بزنس ضمن قائمة «أقوى 100 عربي تحت سن الأربعين»،  ومن قبل سكوب إمباير ضمن قائمة «22 أقوى إماراتي تحت سن الأربعين».

## الحياة المهنية
محمد بن زعل خريج الكلية العسكرية الملكية للعلوم بجامعة كرانفيلد. في عام 2005، انضم إلى البراري كمدير تنفيذي للمبيعات، تم تعيينه لاحقًا كرئيس تنفيذي للشركة.